# Малый Ут
Малый Ут — деревня в Ачитском городском округе Свердловской области. Управляется Большеутинским сельским советом.

## География
Деревня располагается по обоим берегам реки Ут в 24 километрах на север от посёлка городского типа Ачит.

### Часовой пояс
Малый Ут, как и вся Свердловская область, находится в часовой зоне МСК+2. Смещение применяемого времени относительно UTC составляет +5:00.

## Население
| 2002 | 2010 | 2021 |
| ---- | ---- | ---- |
| 149  | ↘117 | ↘81  |

## Инфраструктура
Деревня разделена на три улицы: Заречная, Кунгурская, Светлая.